# Budapest XIII. kerületének műemléki listája
Ez a lista Budapest XIII. kerületének és a Margit-sziget műemlékeit tartalmazza.

## XIII. kerületi létesítmények
| Kép | Törzsszám | Cím                    | Név                                                    | Helyrajzi szám   |
| --- | --------- | ---------------------- | ------------------------------------------------------ | ---------------- |
|     | 15951     | Váci út 201.           | Újpest kocsiszín                                       | 26000/1, 26000/1 |
|     |           | Babér utca 17b         | Szent Mihály-templom                                   |                  |
|     |           | Béke tér 1.            | Szent László-templom                                   |                  |
|     |           | Dózsa György út 55.    | Dózsa György úti zsinagóga                             |                  |
|     |           | Frangepán utca 43.     | Angyalföldi református templom                         |                  |
|     |           | Huba utca 12.          | Kármelhegyi Boldogasszony karmelita templom és rendház |                  |
|     |           | Lehel tér              | Árpád-házi Szent Margit-templom                        |                  |
|     |           | Pozsonyi út 58.        | Pozsonyi úti református templom                        |                  |
|     |           | Rokolya utca 28.       | Mária Keresztények Segítsége templom                   |                  |
|     |           | Kassák Lajos utca 22.  | Angyalföldi evangélikus templom                        |                  |
|     |           | Váci út 76.            | A Budapesti Elektromos Művek székháza                  |                  |
|     |           | Váci út 174.           | Székesfővárosi Fertőtlenítő Intézet                    |                  |
|     |           | Váci út 152-156.       | Láng Gépgyár                                           |                  |
|     |           | Árva utca, Városkapu   | Lóvasút végállomás (más néven Bagolyvár)               |                  |
|     |           | Tatai út 95.           | Magyar Vasúttörténeti Park                             |                  |
|     |           | Szent István körút 14. | Vígszínház                                             |                  |
|     |           | Dózsa György út 136.   | Ének-zenei és Testnevelési Általános Iskola            |                  |

## Margit-szigeti létesítmények
A Margit-sziget egészen a 2013-ig a XIII. kerülethez tartozott, ezért szerepel itt a helyi műemlékek listája.
| Törzsszám | Cím          | Név                                | Helyrajzi szám |
| --------- | ------------ | ---------------------------------- | -------------- |
| 15747     | Margitsziget | Domonkos apácák templomának romjai | 23800/3        |
| 15746     | Margitsziget | Premontrei templom                 | 23800/2        |
| 15745     | Margitsziget | Ferencesek templomának romjai      | 23800/5        |
| 15749     | Margitsziget | Víztorony                          | 23800/3        |
| 15750     | Margitsziget | Nemzeti Sportuszoda                | 23801          |